# 洋渡镇
洋渡镇，是中华人民共和国重庆市忠县下辖的一个乡镇级行政单位。

## 行政区划
洋渡镇下辖以下地区：
鸿洋社区、渔洞村、沿江村、花岭村、蒲家村、金台村、上祠村、金竹村、建设村和大关村。